# Julius von Bernuth
Julius Hans Camillo Friedrich Leo Ludwig von Bernuth (Metz, 12 agosto 1897 – Ssochkranaja, 12 luglio 1942) è stato un generale tedesco.

## Biografia
Bernuth, appartenente ad una famiglia di tradizioni militari, nacque a Metz (allora parte dell'Impero tedesco) il 12 agosto 1897, figlio di un funzionario di origini assiane Ferdinand von Bernuth (1865-1938) e di sua moglie Adelheid von Bernuth (1872-1956), nata von dem Bussche; dopo aver studiato nella scuola per cadetti di Karlsruhe, nell'agosto del 1914 entrò come alfiere nel Deutsches Heer.
Durante la prima guerra mondiale von Bernuth comandò come sottotenente un battaglione del XI Leibgarde-Infanterie-Regiment della divisione del granducato d'Assia (Großherzoglich Hessische (25.) Division) sul fronte occidentale, venendo decorato con la croce di ferro.
Dopo la guerra, come molti ex ufficiali e soldati tedeschi von Bernuth fece parte dei Freikorps anti-comunisti; successivamente entrò nella Reichswehr con il grado di tenente e per qualche tempo insegnò all'accademia militare di Wahlstadt; nel 1934 fu promosso capitano e nel gennaio 1936 maggiore, entrando a far parte della Wehrmacht; nel 1939 fu promosso tenente colonnello (Oberstleutenant) e, allo scoppio della seconda guerra mondiale, fu assegnato allo stato maggiore del XV. Armee-Korps, prendendo parte alla campagna di Francia a fianco del generale Erwin Rommel. Il 5 agosto 1940, per il ruolo svolto durante la battaglia di Arras del maggio precedente, fu insignito della Croce di Cavaliere della Croce di Ferro.
Dopo aver diretto il dipartimento dell'educazione dell'esercito, fu promosso a colonnello e nel giugno del 1941, con l'inizio dell'operazione Barbarossa, fu assegnato allo staff del gruppo d'armate Sud. Nel gennaio 1942 venne promosso a maggior generale e trasferito in Ucraina, dove assunse la carica di capo di stato maggiore della 4. Armee; il 12 luglio 1942, mentre si stava recando verso il suo quartier generale, morì in seguito all'esplosione dell'aereo sul quale si trovava, precipitando preso Ssochkranaja, in Russia.